# Human Brain Project
Das Human Brain Project (HBP) war ein Forschungsprojekt, das über das Forschungsrahmenprogramm Future and Emerging Technologies (FET) der Europäischen Kommission finanziert wurde und von 2013 bis Ende September 2023 lief. Sein Ziel war, das gesamte Wissen über das menschliche Gehirn zusammenzufassen und mittels computerbasierten Modellen und Simulationen nachzubilden. Als Ergebnis wurden neue Erkenntnisse über das menschliche Hirn und seine Erkrankungen sowie neue Computer- und Robotertechnologien erwartet. Vorarbeiten lieferte das Blue-Brain-Projekt.
Im Januar 2018 stellte die École polytechnique fédérale de Lausanne ihre Datenplattform „Blue Brain Nexus“ als Open-Source-Software vor. Blue Brain Nexus dient der Integration aller Daten des Schweizer Blue-Brain-Projektes.

## Projektorganisation
Am Projekt waren mehr als 100 Partnerinstitutionen und mehr als 500 Personen beteiligt.
Zu Beginn leitete Henry Markram das Projekt, wobei wichtige Entscheidungen durch das dreiköpfige Exekutiv-Komitee um Markram erfolgten. Allerdings kritisierten zahlreiche teilnehmende Forscher von Anfang an Markram wegen undemokratischer Führungsstrukturen. Das HBP war Stand 2015 in 13 Subprojekte (SP) aufgeteilt, die meist von zwei Persönlichkeiten als „Co-Leaders“ geführt wurden. Das SP3 (Cognitive Architectures) wurde von Stanislas Dehaene geleitet, das SP9 (Neuromorphic Computing) und SP10 (Applications) von Karlheinz Meier von der Universität Heidelberg und das SP13 (Management) von Philippe Gillet von der Eidgenössischen Technischen Hochschule Lausanne (EPFL). Henry Markram brachte als Co-Leader im SP6 (The Brain Simulation Platform) seine Erfahrungen aus dem Blue-Brain-Projekt ein.
Mit Datum vom 7. Juli 2014 äußerten 154 Wissenschaftler in einem offenen Brief an die Europäische Kommission Kritik am Management des Projekts und forderten unter anderem eine transparentere Vergabe von Forschungsgeldern. Bis zum 10. September 2014 unterschrieben weitere 620 Unterstützer den offenen Brief. Die daraufhin eingeleitete Mediation wurde von Wolfgang Marquardt geleitet und erbrachte im März 2015 neue Führungsstrukturen.
Nach einer Umorganisation wurde das Projekt stattdessen in Arbeitspakete (Work Packages) gegliedert. Stand 2023 gab es neun Work Packages, drei für Wissenschaft, drei für die Infrastruktur EBRAINS und drei für übergreifende Aktivitäten. Von 2016 bis zum Projektende 2023 wurde das HBP von Katrin Amunts geleitet. Im Stakeholder Board war jedes der 16 beteiligten Länder durch ein Mitglied vertreten.

## Projektziele
Das Human Brain Project soll neue Instrumente zur Verfügung stellen, um das Gehirn und seine grundlegenden Mechanismen besser zu verstehen und dieses Wissen in der Medizin und in der Informatik der Zukunft anzuwenden.
Informations- und Kommunikationstechnologien werden im Projekt eine zentrale Rolle spielen. Es sollen geeignete Supercomputing-Plattformen entwickelt werden, um neurowissenschaftliche Daten aus aller Welt für Modelle und Simulationen des Gehirns aufzubereiten. Für die Neurowissenschaft entsteht somit eine gemeinsame Basis, um Informationen auf der Ebene Gene, Moleküle und Zellen mit dem Denken und Verhalten des Menschen zu verbinden.
In ähnlicher Weise soll eine neuartige Medizininformatikplattform klinische Informationen aus aller Welt für Computermodelle von Erkrankungen nutzbar machen, um damit Techniken für die objektive Diagnose von Gehirnerkrankungen zu entwickeln, die ihnen zugrunde liegenden Mechanismen zu erforschen und die Entwicklung neuer Therapien zu beschleunigen.
Ein weiteres Projektziel ist die Nutzung eines besseren Verständnisses der Arbeitsweise des Gehirns zur Weiterentwicklung der Informations- und Kommunikationstechnologien. Hier stehen verbesserte Energieeffizienz und Zuverlässigkeit sowie die bessere Beherrschung der Programmierung komplexer Rechnersysteme im Vordergrund.

## BigBrain als Referenzgehirn
Der Datensatz BigBrain ist integrierter Bestandteil des EBRAINS Human Brain Atlas und stellt einen 1 Terabyte großen Datensatz als Referenzgehirn zur Verfügung. Dieses 3D-Modell/Atlas basiert auf 7404 digitalisierten histologischen Schnitten eines Gehirns. Die Schnittbreite beträgt 20 μm.